# جلان سميث
جلان سميث هو لاعب هوكي الجليد كندي، ولد في 19 مارس 1931 في لكي ليك ‏ في كندا، وتوفي في 30 مارس 1999.

## وصلات خارجية
- جلان سميث على موقع دوري الهوكي الوطني (الإنجليزية)
- جلان سميث على موقع EliteProspects.com (الإنجليزية)
- جلان سميث على موقع HockeyDB.com (الإنجليزية)
- جلان سميث على موقع Hockey-Reference.com (الإنجليزية)